# Regice
Regice (japanski: レジアイス Rejiaisu) jedan je od 1025 fiktivnih vrsta Pokémona iz medijske franšize Pokémon, skupa Pokémon videoigara, animiranih serija, manga stripova, knjiga, igraćih karata i drugih medija kojima je tvorac Satoshi Tajiri. Svrha je Regicea u videoigrama, animiranoj seriji i manga stripovima, kao i svrha ostalih Pokémona, borba s divljim Pokémonima – neukroćenim stvorenjima koje igrači i likovi pronalaze dok kreću na razne avanture – i pripitomljenim Pokémonima drugih Pokémon trenera. 
Ime "Regice" kombinacija je riječi "Rex" (gen. "Regis"), latinske riječi za kralja ili veličanstvo, i engleske riječi "ice" = led. Zbog toga, Regiceovo ime doslovno znači "Kralj leda" ili "Ledeni kralj".

## Biološke karakteristike
Regice je nalik robotu, u potpunosti sačinjen od leda. Ima strukturu kristala, tijelo mu ima oblik obeliska, s dvije šiljaste noge, dvije ruke i četiri sige koje mu izrastaju iz leđa. Umjesto lica, Regice ima oznaku od sedam točaka koje čine slovo simetrični vodoravni križ, nalik na Brailleovo pismo.
Prema podatcima iz Pokédexa, tijelo Regicea napravljeno je tijekom ledenog doba, što ga zaista čini drevnim Pokémonom. Čini se da je tvar od koje je Regice građen led veoma sličan onomu na Antarktici, najhladnijem mjestu na Zemlji.
Regice obavija svoje hladno tijelo nevjerojatno hladnim zrakom čija se temperatura spušta na -200 °C (-328 Fahrenheita). Apsolutna nula, najniža temperatura prema modernoj fizici, jest -273,15 °C (-459,67 Fahrenheita). Čini se da Regice ima kontrolu nad ledenim zračnim strujanjem.
Zbog stalne hladne atmosfere koja trajno obavija Regicea, svatko tko mu se približi bit će smrznut do smrti. Regice se neće otopiti čak i ako je uronjen u magmu ili izložen najtoplijim plamenovima. 
Umjesto da hoda, Regice lebdi nekoliko centimetara iznad tla. Ovo se možda događa zato što su mu stopala zašiljena i mnogo manja od Regirockovih i Registeelovih.
Prema navodima iz Pokémon videoigre, jedna je od starih civilizacija zarobila Regicea zajedno s Registeelom i Regirockom u tri različite špilje, koje su nekada ljudi nastanjivali. Učinili su to zbog straha prema ta tri Pokémona, prema kojima su osjećali da im "duguju za sve što imaju u životu".

## U videoigrama
Regicea se može pronaći u Pokémon Ruby, Sapphire i Emerald videoigrama. Kao što je to slučaj sa svim Legendarnim Pokémonima, postoji samo jedan Regice u čitavoj igri. Smješten je u Otočnoj špilji, na Stazi 105. Kako bi ušao u ruševine, igrač prethodno mora otvoriti njihove zapečaćene ulaze, a zatim otkriti vrata u svetištu prateći dugačak proces opisan Brailleovim pismom. Regice se pojavljuje kao šef u Pokémon Mystery Dungeon igri.
Regice ima odlične Defense i Special Attack statuse, i gotovo najviši Special Defense status od svih postojećih Pokémona. Doduše, njegov je Attack prilično nizak. Zbog toga, čista je suprotnost Regirocku, barem što se statistika tiče. Poput ostalih Regi-Pokémona, Regice ima nizak Speed status te je prilično spor. Može naučiti razne moćne napade, poput Amnezije (Amnesia), koja mu dodatno povećava njegov Special Defense, zatim Ledenu Zraku (Ice Beam), Udar Groma (Thunderbolt) i Gromoviti top (Zap Cannon). Prirodno uči i Ledeni vjetar (Icy Wind), napad koji snižava brzinu protivnika, što Regice čini na neki način bržim. Još je jedna zamjetna činjenica da je Regice jedan od tri "čistokrvna" Ledena Pokémona (Snorunt i Glalie su ostala dva), a to što je Legendarni Ledeni Pokémon s poštenim statistikama čini ga idealnim u očima mnogih.
Regice se pojavljuje u Pokémon Ranger igri kao jedan od tri Legendarna Pokémona koje igrač smije zadržati. Druga dva su Registeel i Regirock. Može stvarati stalagmite leda kako bi spriječio igrača da ga uhvati.

## U animiranoj seriji
Regice se pojavio u osmom Pokémon filmu Pokémon: Lucario and the Mystery of Mew. Zajedno s Registeelom i Regrockom, čuvar je Stabla početka svijeta te napadne Asha i njegove prijatelje. Nakon što ustanove da nisu nikakva prijetnja, Regice i njegovi drugovi ostave Asha i prijatelje na miru. U filmu, svo troje je pričalo, na čudan, robotski način, a tijekom pričanja, točke na mjestu njihova lica svijetlile bi i stvarale različite oznake.
Regice se pojavio u epizodi 466: "Deciding Match! VS Regice!". U ovoj epizodi, Ash se suprotstavio Kralju piramide Brandonu kako bi dobio simbol Hrabrosti. Ash koristi svog Pikachua protiv Regicea i odnese pobijedu. 